# Saint-Benoît (Vienne)
Saint-Benoît é uma comuna francesa na região administrativa da Nova Aquitânia, no departamento de Vienne. Estende-se por uma área de 13,58 km². Em 2010 a comuna tinha 7 513 habitantes (densidade: 553,2 hab./km²).